# 灌嬰
灌嬰 （？—前176年），睢陽（今河南商丘）人。漢朝開國功臣，官至太尉、丞相，封颍阴侯，諡號為懿侯。

## 生平

### 追随刘邦
灌嬰原本是在睢陽賣布帛的商人。劉邦起兵之後一路進攻至雍丘，因章邯在定陶之战敗殺項梁。劉邦乃還軍於碭郡，灌嬰以中涓身份加入了劉邦的軍隊。在成武擊破東郡尉、在扛裏擊破秦軍，疾鬬，賜爵七大夫。之後一路隨劉邦在亳南、開封、曲遇等地攻秦军，灌嬰作战迅猛，史稱為「戰疾力」，賜爵執帛，號宣陵君。然後灌嬰又跟随刘邦攻陽武以西至雒陽一帶，擊破秦軍於尸县北，在北面封锁了黄河渡口，南破南陽守齮陽城東，遂定南陽郡。後來領軍西入武關，與秦軍戰於藍田，疾力，並進兵至霸上，賜爵執珪，號昌文君。

### 汉王时期
入关灭秦后，刘邦被封为漢王，拜灌嬰為郎中，跟隨劉邦進入漢中。十月，拜為中謁者。當劉邦由漢中進攻關中時，灌嬰先攻下櫟陽，使塞王司馬欣投降，之後包圍雍王章邯於廢丘，未拔。在攻下章邯之前，灌嬰便隨劉邦先東出臨晉關，平定殷地。在定陶南，疾戰，擊破項羽將龍且、魏相項他軍。賜嬰爵列侯，號昌文侯，食杜平鄉。
復以中謁者身份從降下碭，以至彭城。彭城之戰，項羽出擊大破漢王刘邦。灌嬰跟从劉邦向西逃亡，軍於雍丘。王武、魏公申徒反叛，從擊破之。攻下黃，西收兵，軍於滎陽。楚騎來眾，漢王乃擇軍中可為車騎將之人，眾人都推舉之前擔任過秦朝騎士的校尉李必、駱甲兩人，認為他們熟悉騎兵，可以擔任騎兵將領。而李必、駱甲兩人因自己為秦朝舊將，於是請求劉邦任命一名信任的將領為主將，灌嬰雖少，然數力戰，于是拜灌嬰為中大夫，令李必、駱甲為左右校尉，將郎中騎兵擊楚騎於滎陽東，獲得大勝。
灌嬰又受詔另从楚軍後出击，斷絕其補給糧道，起陽武至襄邑。擊項羽之將項冠於魯下，破之，所將卒斬右司馬、騎將各一人。擊破柘公王武，軍於燕西，所將卒斬樓煩將五人，連尹一人。擊王武別將桓嬰白馬下，破之，所將卒斬都尉一人。以騎渡黄河南，送漢王到洛陽，派往北方和相國韓信軍在邯鄲会师。還至敖倉，嬰遷為御史大夫。

### 追杀项羽
三年，以列侯身份，食邑杜平鄉。以御史大夫受詔命，率领郎中騎兵往東，接受相國韓信指挥，擊破齊軍於歷下，所將卒俘虜車騎將軍華毋傷及將吏四十六人。降下臨菑，得齊守相田光。追齊相田橫至嬴、博，破其騎，所將卒斬騎將一人，生得騎將四人。攻下嬴、博，破齊將軍田吸於千乘，所將卒斬吸。東從韓信攻龍且、留公旋於高密，卒斬龍且，生得右司馬、連尹各一人，樓煩將十人，亲自活捉亞將周蘭。
齊國平定後，韓信自立為齊王，漢王派灌嬰別將在魯县北（薛郡治所，今曲阜一带），擊破楚將公杲。轉南，破薛郡長，身虜騎將一人。攻傅陽县，前至下相以東南的僮县、取慮县、徐县。渡淮河，盡降其城邑，至廣陵。項羽使項聲、薛公、郯公復定淮北。嬰渡过淮河北，擊破項聲、郯公下邳，斬薛公，攻克下邳，擊破楚騎於平陽，遂降彭城，俘虜柱國項佗，降留县、薛县、沛县、酂县、蕭县、相县。攻苦、譙，復得亞將周蘭。與漢王在頤鄉会师。陳下之戰，從擊破項籍軍，所將卒斬樓煩將二人，虜騎將八人。賜增加食邑二千五百戶。
項籍敗逃往垓下，灌嬰以御史大夫受詔命，將車騎追項籍至東城，破之。部下軍官王翳、楊喜、楊武、呂勝、呂馬童等五人共斬項籍，皆賜爵列侯。降左右司馬各一人，兵卒一萬二千人，盡得其軍將吏。下東城、歷陽。渡江，破吳郡長吳下，俘虏吳守，遂定吳、豫章、會稽郡。還定淮北，共五十二縣。

### 消灭异姓王
劉邦稱帝後，賜增加灌嬰食邑三千戶。其秋，以車騎將軍身份從汉高祖擊破燕王臧荼。明年，從至陳，取楚王韩信。返還后，劉邦乃剖符節，說只要灌嬰後世勿絕，永得食潁陰二千五百戶，號曰潁陰侯。
以車騎將軍從擊反韓王信於代，至馬邑，受詔別降樓煩以北六縣，斬代左相，破胡騎於武泉北。復從擊韓信胡騎晉陽下，所將卒斬胡白題將一人。受詔并將燕、趙、齊、梁、楚車騎，擊破胡騎於硰石。至平城，為胡所圍，從還軍東垣。
從擊陳豨，受詔別攻豨丞相侯敞軍曲逆下，破之，卒斬敞及特將五人。降曲逆、盧奴、上曲陽、安國、安平。攻下東垣。
黥布反，以車騎將軍先出，在相攻破布別將，斬亞將、樓煩將三人。又進擊破布上柱國軍及大司馬軍。又進破布別將肥誅。嬰身生得左司馬一人，所將卒斬其小將十人，追北至淮上。增加食邑二千五百戶。布已破，高帝歸，定令嬰食穎陰五千戶，除前所食邑。共從得二千石二人，別破軍十六，降城四十六，定國一，郡二，縣五十二，得將軍二人，柱國、相國各一人，二千石十人。

### 诛杀诸吕
劉邦駕崩後，灌嬰以列侯事汉惠帝及呂太后。太后崩，呂祿等以趙王自置為將軍，驻軍于長安，為亂。齊王劉襄举兵往西，且入誅不當為王者。上將軍呂祿等聞之，于是遣灌嬰為大將，率军前往迎擊。嬰行至滎陽，乃與絳侯周勃等谋划，因此屯兵滎陽，風齊王以誅呂氏事，齊兵停止不再前进。周勃等人既誅杀了諸呂，齊王罷兵返回，嬰亦罷兵自滎陽返回，與絳侯、陳平共立代王刘恒為漢文皇帝。漢文帝於是增封灌嬰三千戶，賜黃金千斤，拜為太尉。
三年以后，絳侯周勃免相回自己的封國，灌嬰為丞相，罷太尉职务。这年，匈奴大入北地、上郡，令丞相灌嬰將騎八萬五千前往擊匈奴。匈奴退兵后，濟北王劉興居反，下詔乃罷嬰之兵。一年多以后，嬰以丞相任上去世，謚曰懿侯。

## 家庭
- 父亲：灌□
- 母亲：□氏
- 妻子：□氏
- 长子：灌阿，儿媳：□氏

## 後人
子平侯灌阿嗣，二十八年孝景中元二年薨。孫彊嗣，十三年孝武建元二年薨，彊有罪絕二歲。元光三年，天子封灌婴孙贤为临汝侯，续灌氏后，八岁，坐行赇有罪，国除。
將軍張孟曾為潁陰侯灌嬰的舍人，得其提攜，改姓灌，成為結誼之親，戰死於七國之亂。灌孟之子灌夫曾任代國宰相、淮陽太守、太僕，因得罪武安侯田蚡，被滅族。

## 纪念
《江城名跡記》記載江西南昌人奉灌嬰為南昌城隍廟城隍，南唐時封「輔德王」，宋淳祐八年（1248年）封「忠惠王」，頗得香火。